# Bathythrix speculator
Bathythrix speculator là một loài tò vò trong họ Ichneumonidae.